# UFC Fight Night: dos Santos vs. Tuivasa
UFC Fight Night: dos Santos vs. Tuivasa（ユーユーエフシー・ファイトナイト：ドス・サントス・バーサス・トゥイバサ、別名UFC Fight Night 142）は、アメリカ合衆国の総合格闘技団体「UFC」の大会の一つ。2018年12月2日、オーストラリア・南オーストラリア州アデレードのアデレード・エンターテイメント・センターで開催された。

## 大会概要
本大会ではジュニオール・ドス・サントスとタイ・トゥイバサによるヘビー級戦が組まれた。

## 試合結果

### アーリープレリム
第1試合 ライト級 5分3R
○  ダミル・イスマグロフ vs.  アレックス・ゴージース ×
3R終了 判定3-0（30-25、30-26、30-26）
第2試合 ライト級 5分3R
○  クリストス・ジアゴス vs.  廣田瑞人  ×
3R終了 判定3-0（29-28、29-27、30-28）

### プレリミナリーカード
第3試合 フライ級 5分3R
○  カイ・カラ＝フランス vs.  イライアス・ガルシア ×
3R終了 判定3-0（30-25、30-25、30-26）
第4試合 ウェルター級 5分3R
○  中村K太郎 vs.  サリム・トゥアリ ×
3R終了 判定2-1（30-27、28-29、29-28）
第5試合 フライ級 5分3R
○  ウィルソン・ヘイス vs.  ベン・グエン ×
3R終了 判定3-0（30-27、30-27、30-27）
第6試合 ウェルター級 5分3R
○  アレクセイ・クンチェンコ vs.  岡見勇信 ×
3R終了 判定3-0（30-26、30-26、30-27）

### メインカード
第7試合 ライトヘビー級 5分3R
○  ジミー・クルート vs.  ポール・クレイグ ×
3R 4:51 ダブルリストロック
第8試合 フェザー級 5分3R
○  ソディック・ユサフ vs.  スーマン・モクタリアン ×
1R 2:14 TKO（スタンドパンチ連打）
第9試合 ウェルター級 5分3R
○  トニー・マーティン vs.  ジェイク・マシューズ ×
3R 1:19 TKO（アナコンダチョーク）
第10試合 ヘビー級 5分3R
○  ジャスティン・ウィリス vs.  マーク・ハント ×
3R終了 判定3-0（29-28、29-28、29-28）
第11試合 ライトヘビー級 5分3R
○  マウリシオ・ショーグン vs.  タイソン・ペドロ ×
3R 0:43 TKO（右ストレート→パウンド）
第12試合 ヘビー級 5分5R
○  ジュニオール・ドス・サントス vs.  タイ・トゥイバサ ×
2R 2:30 TKO（パウンド）

### 各賞
ファイト・オブ・ザ・ナイト： カイ・カラ＝フランス vs. イライアス・ガルシア
パフォーマンス・オブ・ザ・ナイト： マウリシオ・ショーグン、ソディック・ユサフ
各選手にはボーナスとして5万ドルが授与された。

### カード変更
負傷などによるカードの変更は以下の通り。